# Стивенс, Кристи
Кристи Стивенс (англ. Christie Stevens) — американская порноактриса.

## Биография
До прихода в порноиндустрию Стивенс занималась балетом, а также танцами. Она окончила колледж, где получила диплом бакалавра по специальности средства массовой информации.
Позже она работала семь лет в стриптиз клубе в Солт-Лейк-Сити (штат Юта). Стать порноактрисой Стивенс решила после просмотра документального фильма о Дженне Джеймсон. В ноябре 2011 года она снялась в своей первой порносцене вместе с Джастином Магнумом для сайта hornybirds.com. В апреле 2014 года она покинула агентство LA Direct Models и подписала контракт с OC Modeling.
Стивенс вместе с ещё 14 порноактрисами снялась в музыкальном клипе Брайана Макнайта на песню «YouPorn.com». Она также исполнила небольшую роль в небольшом ролике для игры Hitman: Absolution.
В 2013 году девушка поступила на курсы актёрского мастерства у того же учителя, что и Трэйси Лордз, когда та переходила из порнографии в обычный кинематограф.

## Награды и номинации
| Год  | Церемония  | Результат | Категория                                   | Работа                                  |
| ---- | ---------- | --------- | ------------------------------------------- | --------------------------------------- |
| 2013 | AVN Award  | Номинация | Лучшая новая старлетка                      | н/д                                     |
| 2013 | XBIZ Award | Номинация | Лучшая новая старлетка                      | н/д                                     |
| 2014 | AVN Award  | Номинация | Лучшая сцена орального секса (с Джейден Ли) | American Cocksucking Sluts 3            |
| 2014 | AVN Award  | Номинация | Лучшая актриса второго плана                | OMG … It’s the Dirty Dancing XXX Parody |
| 2014 | XBIZ Award | Номинация | Лучшая актриса второго плана                | OMG … It’s the Dirty Dancing XXX Parody |
| 2014 | XBIZ Award | Номинация | Best Scene — Vignette Release (с Миком Блу) | Secretary’s Day 6                       |